# Río Salado (Loa)

Red de drenaje de El Tatío que da origen al río Salado con un caudal de 860 l/s de aguas impuras.

El río Salado es un curso de agua de la Región de Antofagasta que fluye desde las vertientes occidentales de la Cordillera de Los Andes hasta descargar sus aguas en el río Loa.
No debe ser confundido con el río Salado (San Pedro de Atacama) ni con el río Salado (Chañaral) y tampoco con el río Salado (Juncalito).

## Trayecto
Nace de la confluencia de más de 30 vertientes termales en una hoyada a los pies de la red que drena El Tatio. Tras un pequeño recorrido hacia el sur, gira hacia el oeste, labrando un cañón entre las rocas de origen volcánico. Recibe en su curso medio, las aguas del río Toconce (originado al pie del volcán Linzor de 5610 metros de altura) por el lado norte y las del río Caspana por el sur. En esta zona se encuentran algunas tomas de agua para el consumo doméstico de Antofagasta y Tocopilla, entre otras localidades.: 1 
El río Salado, tras recibir las contribuciones de los dos cursos mencionados anteriormente, se interna en una zona de vegas destinadas al pastoreo del ganado de los habitantes de las localidades de Toconce, Caspana y Ayquina. Luego el Salado nuevamente se interna en el cañón, donde se encuentra el llamado "Puente del Diablo", un corte en la riolita de 5 metros de ancho por donde el río circula a gran profundidad. 
Finalmente, el Salado desemboca en el río Loa, el principal cauce del Norte Grande chileno, a unos 3 kilómetros al sur de Chiuchiu.

## Caudal y régimen
El régimen de toda la cuenca del río Loa es pluvial dado que sus crecidas son solo producto de las lluvias de verano, del llamado "invierno boliviano", que caen en la alta cordillera en verano.: 21 

Curvas de variación estacional
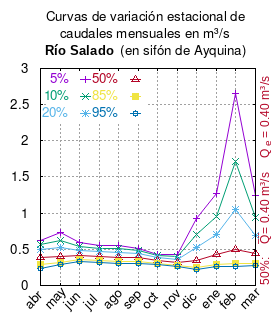
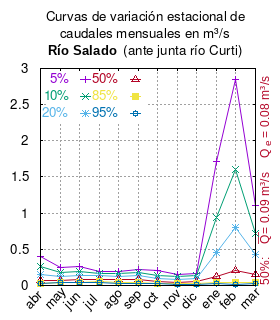

El caudal del río (en un lugar fijo) varía en el tiempo, por lo que existen varias formas de representarlo. Una de ellas son las curvas de variación estacional que, tras largos periodos de mediciones, predicen estadísticamente el caudal mínimo que lleva el río con una probabilidad dada, llamada probabilidad de excedencia. La curva de color rojo ocre (con {\displaystyle {\color {Red}\vartriangle }}) muestra los caudales mensuales con probabilidad de excedencia de un 50%. Esto quiere decir que ese mes se han medido igual cantidad de caudales mayores que caudales menores a esa cantidad. Eso es la mediana (estadística), que se denota Qe, de la serie de caudales de ese mes. La media (estadística) es el promedio matemático de los caudales de ese mes y se denota {\displaystyle {\overline {Q}}}. 
Una vez calculados para cada mes, ambos valores son calculados para todo el año y pueden ser leídos en la columna vertical al lado derecho del diagrama. El significado de la probabilidad de excedencia del 5% es que, estadísticamente, el caudal es mayor solo una vez cada 20 años, el de 10% una vez cada 10 años, el de 20% una vez cada 5 años, el de 85% quince veces cada 16 años y la de 95% diecisiete veces cada 18 años. Dicho de otra forma, el 5% es el caudal de años extremadamente lluviosos, el 95% es el caudal de años extremadamente secos. De la estación de las crecidas puede deducirse si el caudal depende de las lluvias (mayo-julio) o del derretimiento de las nieves (septiembre-enero).

## Historia
Francisco Solano Asta-Buruaga y Cienfuegos escribió en 1899 en su Diccionario Geográfico de la República de Chile sobre el río:
Río Salado.-—En el departamento de Antofagasta. Es un afluente del Loa que éste recibe por su izquierda un poco más abajo del pueblo de Chiuchíu. Se forma de pequeños derrames de los Andes por los 22º 15' Lat. y 68º 00' Lon., donde se cargan sus aguas de las substancias minerales que le dan el nombre. Corre hacia el O. y se reúne con el riachuelo de agua dulce de Caspana, pasa por el pueblo de Aiquiña cuyo nombre toma en esa parte é inclinándose desde aquí hacia el sudoeste entra en aquel río después de unos 70 kilómetros de curso; es de poco caudal, y sus aguas comunican su mala calidad salobreña á las del Loa.